# Shuping, Hunan
Shuping är en ort i Kina. Den ligger i provinsen Hunan, i den södra delen av landet, omkring 300 kilometer väster om provinshuvudstaden Changsha. Antalet invånare är 550.
Runt Shuping är det ganska tätbefolkat, med 248 invånare per kvadratkilometer. Närmaste större samhälle är Anjiang, 14,6 km norr om Shuping. I omgivningarna runt Shuping växer i huvudsak blandskog.
Genomsnittlig årsnederbörd är 1 942 millimeter. Den regnigaste månaden är maj, med i genomsnitt 306 mm nederbörd, och den torraste är december, med 60 mm nederbörd.